# Mahatsinjo (Vondrozo)
Pour les articles homonymes, voir Mahatsinjo.
Mahatsinjo est une commune urbaine malgache située dans la partie nord-ouest de la région d'Atsimo-Atsinanana.